# 哈佛燕京圖書館
哈佛燕京圖書館（英語：Harvard–Yenching Library）是哈佛大學圖書館專門用於收藏與東亞相關文獻的場所。該館有中文、日文、西方語文、韓文、越南文、藏文、滿文和蒙古文藏書總計超過百萬卷。該館座落於哈佛大學劍橋校區神学街2号。

## 歷史沿革
該館始建於1928年，裘開明擔任第一任館長。初為哈佛燕京學社和漢圖書館，後於1965年改為現名，以應藏書擴展到其他東亞語言文獻之實。1976年，圖書館的管理權由哈佛燕京學社移交哈佛大學圖書館。